# Nenad Krstić
Nenad Krstić (kyrillisch Ненад Крстић; * 25. Juli 1983 in Kraljevo, Jugoslawien) ist ein ehemaliger serbischer Basketballspieler, der viele Jahre in der nordamerikanischen National Basketball Association (NBA) spielte. Im Anschluss wechselte er ins europäische Ausland und war dort bis 2016 aktiv.

## Vereine
Krstićs erster Profiverein war der KK Partizan Belgrad, der in der serbischen Liga, der adriatischen Liga und in der EuroLeague spielt. Nach zwei Jahren bei den Serben wechselte Krstić in die National Basketball Association (NBA) zu den New Jersey Nets. Dort wurde er, obwohl er schon Erfahrung als Profispieler hatte, in das NBA All-Rookie Second Team berufen. 
Im Sommer 2008 kehrte er wieder nach Europa zurück und wechselte zu Triumph Ljuberzy in Russland. Dies blieb allerdings ein kurzes Intermezzo, er kehrte bald darauf zu den Oklahoma City Thunder in die NBA zurück. Am 24. Februar 2011 wurde er zusammen mit Jeff Green im Austausch für Kendrick Perkins und Nate Robinson zu den Boston Celtics transferiert.
Zur Saison 2011/12 wechselte Nenad Krstić zum PBK ZSKA Moskau. Dort unterzeichnete er einen Zweijahresvertrag. Mit ZSKA gewann er dreimal in Folge (2012–2014) die VTB United League und kam 2012 ins Finale der Euroleague.

## Nationalmannschaft
Krstić gab sein Debüt für die Nationalmannschaft bei den Olympischen Spielen 2004 in Athen. Als Favoriten schieden die Serben schon in der Gruppenphase aus dem Turnier aus. Bei der Basketball-Europameisterschaft 2005 im eigenen Land sah es nicht besser aus: Mit der serbischen Nationalmannschaft, die als Favoriten des Turniers galt, schied er schon im Viertelfinale gegen Frankreich mit 71:74 aus. 
Wesentlich erfolgreicher verlief für ihn die Europameisterschaft, bei der Serbien das Finale erreichte. Bei der Weltmeisterschaft 2010 erreichte Serbien das Halbfinale, aufgrund einer Schlägerei im Finale des Akropolis-Turniers 2010 war Krstić jedoch durch die FIBA für die ersten drei WM-Spiele gesperrt worden.
Bei der Basketball-Weltmeisterschaft 2014 wurde Krstić nach einer Finalniederlage gegen die USA Vizeweltmeister mit Serbien.